# Żurek
Le żurek (prononcer « jourek ») est une soupe aigre d'origine polonaise, sorte de bortsch blanc à base de farine de seigle fermentée, de cumin, de légumes divers (carottes, persil, céleri), dans laquelle on ajoute à la fin de la cuisson des lardons fumés ou des œufs durs coupés en deux. 

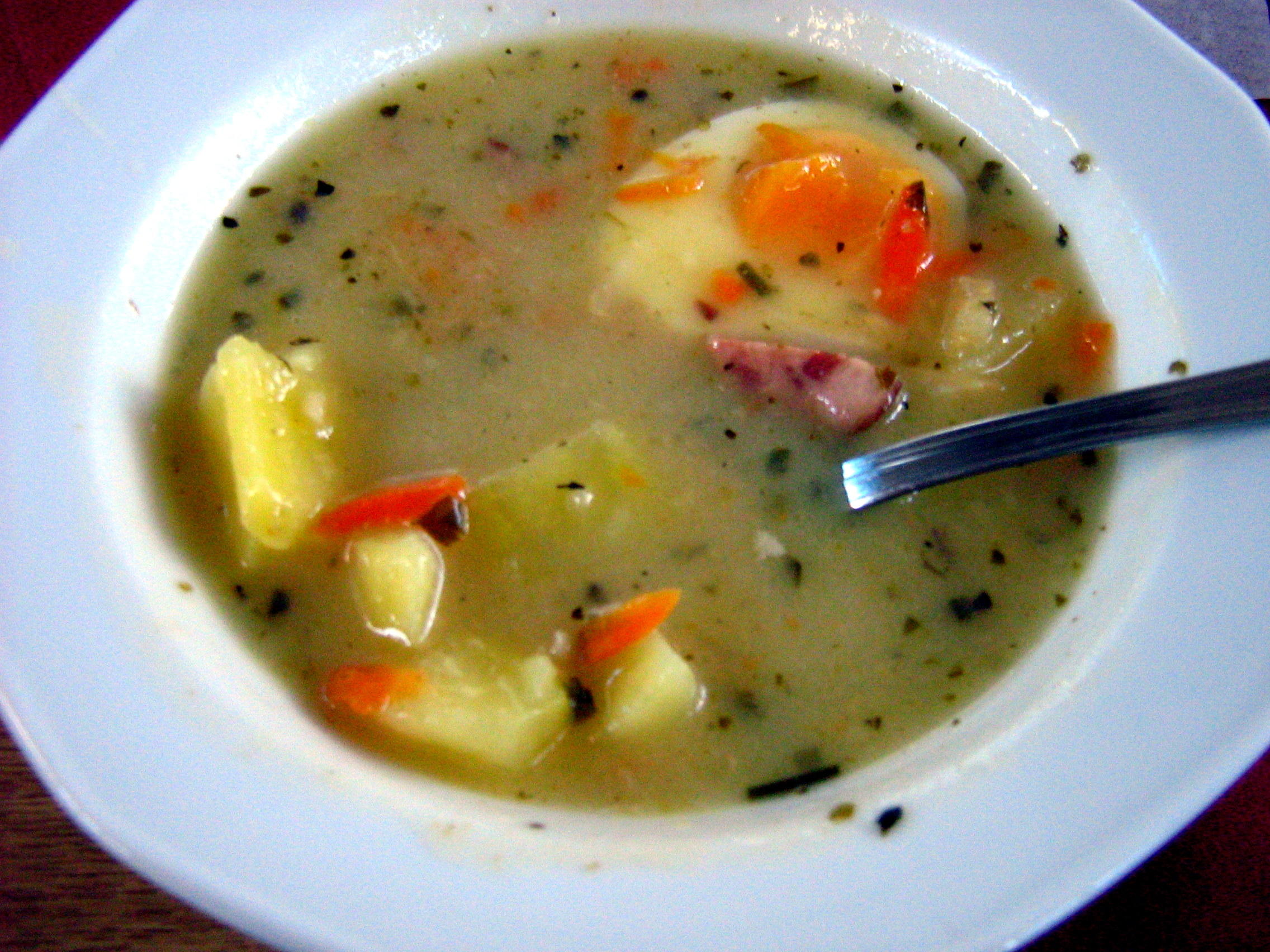
Żurek ou bortsch blanc.
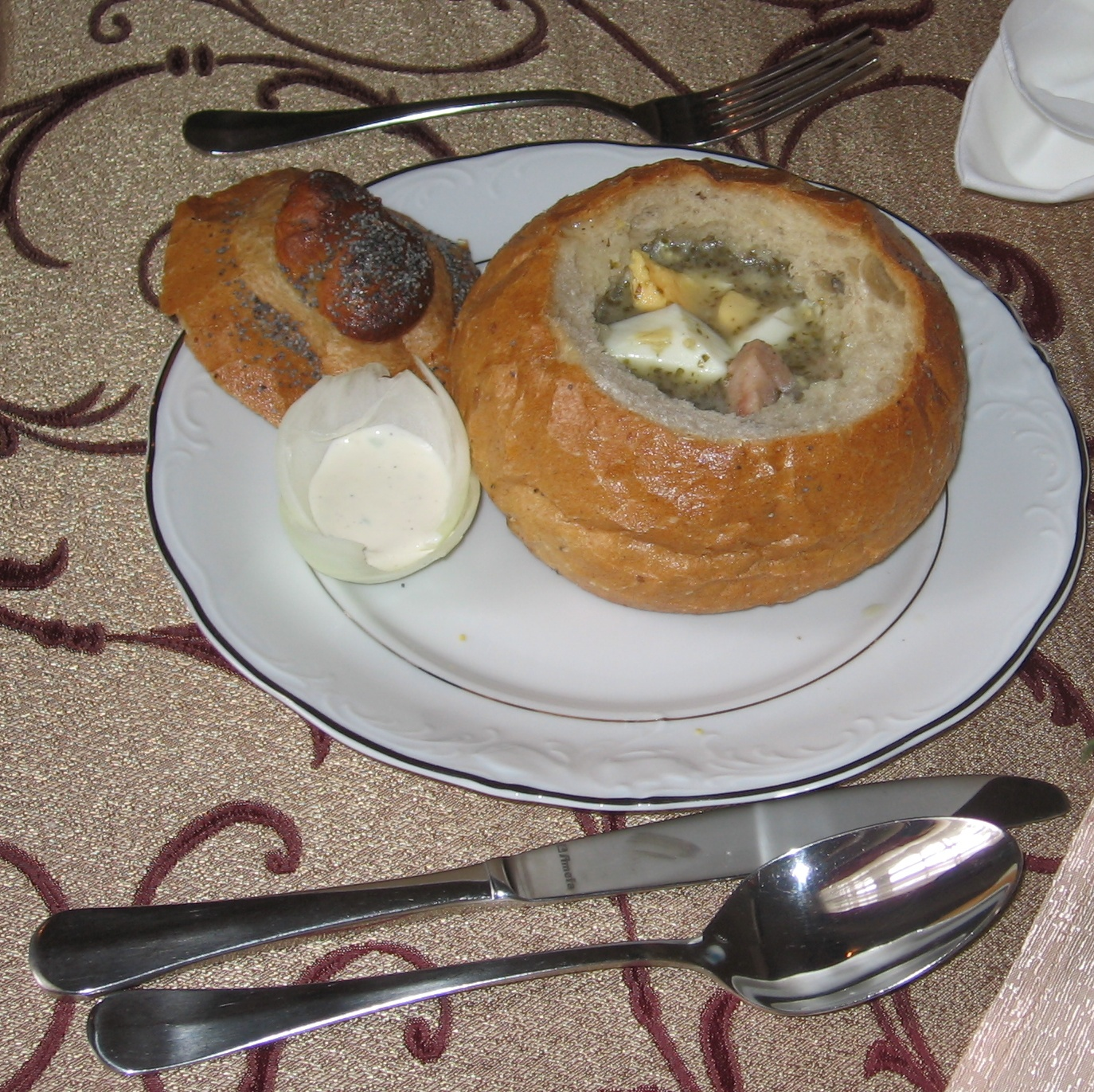
Żurek servi dans un pain creux et crème dans un oignon.